# Jacques-Simon de Belleorme
Jacques-Simon Belleorme est un marin français, commandant de Saint-Pierre-et-Miquelon du XVIIIe siècle.

## Biographie
Malouin d'origine, Simon de Belorme était un capitaine marchand. En 1685, il commande “la Marie”, à Saint-Malo. À son retour de Saint-Domingue, il est poursuivi pour avoir introduit du tabac en fraude. Il épouse Marie-Hélène-Eugénie Porée, le 12 juillet 1700 à Saint-Malo dont il a deux filles, nées en 1700 et 1701. 
Il qui s’établit à Saint-Pierre-et-Miquelon du côté sud du Barachois et devient l'un des principaux exploitants de pêcheries de l’archipel. En 1705, il emploie plus de 80 hommes pour la pêche à la morue. 
Il est nommé commandant de Saint-Pierre-et-Miquelon en 1694 par le gouverneur de Terre-Neuve Jacques-François de Monbeton de Brouillan. De 1696 à 1707, plusieurs documents font référence à Jacques Simon de Belorme comme du « commandant pour le Roi des îles de Saint-Pierre ou lieux adjacents » ou  bien du « Lieutenant gouverneur à la Côte du Chapeau Rouge ».
Lors de l’attaque des Anglais de 1703, il négocie avec eux une rançon de 1200 écus. Une carte anonyme du XVIIe siècle comporte une Pointe de Beller (Belleorme?). Une autre carte anonyme du XVIIe siècle mentionne l’emplacement du « petit réduit bati par le sieur beleorme » et de sa grave. Le plan indique la proximité d’une la chapelle et de nombreux échafauds et bâtiments.  
Outre ses fonctions de commandement et d'administration, il mène à bien diverses affaires commerciales pour lesquelles il est représenté à Saint-Malo par sa sœur Françoise Simon, demoiselle du Bois ou demoiselle du Bois-Simon
Il meurt à Saint-Malo, à l’âge de 71 ans et est inhumé le 6 décembre 1729.

## Source
- Bourde de La Rogerie, “St Pierre & Miquelon, des origines à 1778″, dans “Le Pays de Granville”, Mortain, 1937, p. 65.